# Championnat d'Islande de football de deuxième division 1978
Navigation
Saison précédente Saison suivante
Le Championnat d'Islande de football D2 1978 est la 24e édition de la deuxième division islandaise. Les 10 clubs jouent les uns contre les autres lors de rencontres disputées en matchs aller et retour.
Les 2 premiers du classement en fin de saison sont promus en 1. Deild, tandis que les 2 derniers sont relégués en 3. Deild.

## Compétition

### Classement
Le barème de points servant à établir le classement se décompose ainsi :
- Victoire : 2 points
- Match nul : 1 point
- Défaite : 0 point

| Rang | Équipe               | Pts | J  | G  | N | P  | Bp | Bc | Diff |
| ---- | -------------------- | --- | -- | -- | - | -- | -- | -- | ---- |
| 1    | KR Reykjavik R       | 30  | 18 | 13 | 4 | 1  | 48 | 9  | +39  |
| 2    | Haukar Hafnarfjörður | 21  | 18 | 8  | 5 | 5  | 28 | 24 | +4   |
| 3    | ÍB Isafjörður        | 20  | 18 | 7  | 6 | 5  | 31 | 25 | +6   |
| 4    | þor Akureyri R       | 20  | 18 | 7  | 6 | 5  | 18 | 16 | +2   |
| 5    | Reynir Sandgerði     | 18  | 18 | 7  | 4 | 7  | 22 | 21 | +1   |
| 6    | Austri Eskifjörður P | 18  | 18 | 6  | 6 | 6  | 17 | 21 | -4   |
| 7    | þrottur Norðfjörður  | 18  | 18 | 7  | 4 | 7  | 25 | 30 | -5   |
| 8    | Fylkir Reykjavik P   | 16  | 18 | 7  | 2 | 9  | 22 | 23 | -1   |
| 9    | Armann Reykjavik     | 12  | 18 | 5  | 2 | 11 | 21 | 33 | -12  |
| 10   | Völsungur Húsavík    | 7   | 18 | 2  | 3 | 13 | 18 | 48 | -30  |

|  | Promu en 1. Deild      |
|  | Relégation en 3. Deild |

## Bilan de la saison
| Promotion et relégation |                                    |
| Relégué en 3. Deild     | Armann Reykjavik Völsungur Húsavík |
| Promu en 1. Deild       | KR Reykjavik Haukar Hafnarfjörður  |

## Meilleurs buteurs
| # | Buteurs               | Clubs              | Nb de Buts |
| - | --------------------- | ------------------ | ---------- |
| 1 | Sverrir Herbertsson   | KR Reykjavik       | 11         |
| 2 | Stefan Orn Sigurðsson | KR Reykjavik       | 10         |
| 3 | Bjarni Kristjansson   | Austri Eskifjörður | 7          |
| 3 | Sigurður Indridason   | KR Reykjavik       | 7          |
| 3 | Vilhelm Fredriksen    | KR Reykjavik       | 7          |
| 3 | þrainn Asmunðsson     | Armann Reykjavik   | 7          |